# Rosenbach (Vogtland)
Rosenbach é um município da Alemanha, situado no distrito de Vogtlandkreis, no estado da Saxônia. Tem 67,34 km² de área, e sua população em 2019 foi estimada em 4.133 habitantes.